# Амфіпростиль

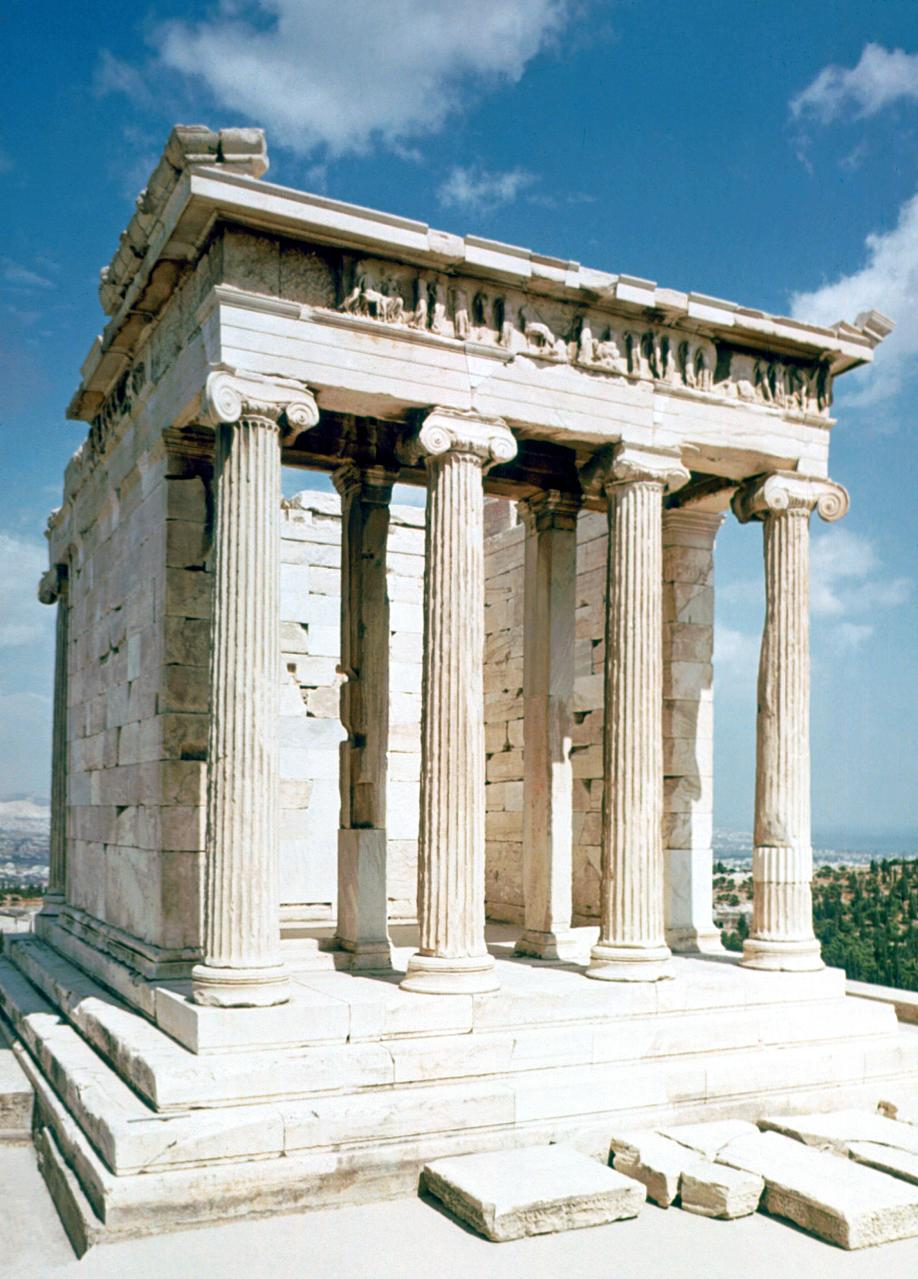
Храм Ніки Аптерос, Афіни

Амфіпростиль (грец. αμφιπρόστλος, від ἀμφί — «з обох боків», і πρόστλος — «той, що має колони з передньої сторони») — тип прямокутного в плані давньогрецького храму, який має колонні портики на торцевих фасадах. Подовжні стіни амфіпростилю споруджувалися з гладких кам'яних блоків і не мали декору.
Типовим прикладом амфіпростилю є Храм Ніки Аптерос афінського акрополя, побудований за проєктом архітектора Каллікрата.